# Morfológiai szó
1. A morfológiai szó olyan nyelvi alakzat, amely morfológiai műveletek eredménye.

Ez a megfogalmazás első pillantásra tautologikusnak tűnik, hiszen a morfológia - definíciója szerint - a szavak belső szerkezetével foglalkozik.
Egyes esetekben a morfológiai műveletek tartománya az intuitívan szónak érzett egységnél nagyobb tartományra is kiterjed. A magyarban morfológiai műveletek jelzik az igék idejét (néz – nézett) és az igék módját (néz – nézz – nézne) is. Ha azonban a néz igét egyszerre szeretnénk múlt időbe és feltételes módba tenni, a kapott szerkezetről intuíciónk azt súgja, hogy két szóról van szó: nézett volna. Hasonló a helyzet a jövő idővel is: nézni fog. Ezek morfológiai szónak minősülnek, mivel az igére jellemző morfológiai jegyeket, mint az idő és a mód, együtt hordozzák.
A fenti szerkezetekről nem csupán intuíciónk súgja, hogy két szóból állnak: a nézett volna és a nézni fog nem fonológiai szó. A nézett volna szintaktikai szó, a nézni fog viszont nem.

## Lásd még
- fonológiai szó
- lexikai szó
- szintaktikai szó